# Simion Coman
Simion Coman (n. 1890 – d. 1971) a fost un general român, care a luptat în cel de-al doilea război mondial.

## Biografie
- 31 decembrie 1940 - Colonelul Simion Coman demisionează din armată și este trecut în corpul ofițerilor de rezervă prin decret semnat de Mareșalul Antonescu;

"DECRETE
MINISTERUL APĂRĂRII NAȚIONALE
GENERAL ION ANTONESCU,
Conducătorul Statului Român
Președintele Consiliului de Miniștri.
Asupra raportului d-lui subsecretar
de Stat al Armatei de Uscat pe lângă
Departamentul Apărării Naționale cu
Nr. 78.120 din 19 Decemvrie 1940;
În, baza dispozițiunilor decretelor-legi
Nr. 3.052 din 5 Septemvrie și Nr.
3.072 din 7 Septemvrie 1940;
Având în vedere articolul 23 din legea
asupra pozițiunii ofițerilor și articolele
30, 31 și 32 din regulamentul acelei
legi,
Am decretat și decretăm:
Art. I. Se aprobă de Noi, demisia din cadrele active, ale armatei, pe data de 31 Decemvrie 1940, a ofițerilor de mai jos; repartizându-se ca ofițeri de rezervă:
- Colonelul Dumitrescu D. Eugen
- Colonelul Coman Simion, etc..."

În 1941, este rechemat în funcția de comandant al Regimentului 3 Infanterie Dorobanți. Cu acest regiment a luat parte la Bătălia pentru Nalcik între 17-28 octombrie 1942.
În data de 28 octombrie 1942, Corpul 3 Blindat german avea în vedere lichidarea tuturor forțelor din încercuirea de la Nalcik . Divizia 2 Munte ocupă poziții din ce în ce mai solide la Nalcik, inclusiv în localitatea Alexandrovskaia, și strâmtează încercuirea trupelor sovietice prin înaintarea până la Urban. 
La ora 7.30, după o pregătire de artilerie de 20 de minute, trupele române primesc misiunea de a cuceri Nalcikul. 
Luptele au continuat și a doua zi, toate fortificațiile și sistemele de apărare au fost distruse; (atac executat de batalioanele 10 și 16 Infanterie Montană). Pe 29 octombrie, Statul Major al Diviziei Române s-a mutat în interiorul orașului (după lupte grele). Comandant al garnizoanei Nalcik a fost numit comandantul adjunct al Diviziei Colonelul român Simion Coman. În această bătălie Divizia 2 Munte a pierdut 30 de ofițeri, 22 de subofițeri, 768 de soldați (morți, răniți și dispăruți).
În ziua de 29 octombrie se primesc la comandamentul diviziei următoarele felicitări:
- de la comandantul Armatei I Blindate, generalul Von Kleist: „Exprim recunoștința și mulțumirile mele diviziei condusă de dumneavoastră, cu ocazia ocupării orașului, puternic fortificat, Nalcik. Mai departe până la VICTORIA FINALĂ!”
- de la comandantul Corpului 3 Blindate, generalul von Mackensen: „Calde mulțumiri dumneavoastră și bravei dumneavoastră divizii. Sunt mândru că am condus trupe române la victorie”.
- de la comandamentul Flotei a IV a Aeriană Richthofen: „Sincere felicitări pentru succesul de la Nalcik”.

## Grade Militare
- Colonel.
- General de Brigadă.

## Funcții militare
- 1941 – 1942 - Comandantul Regimentului 3 Infanterie Dorobanți.
- 1942 – 1943 - Comandant Adjunct al Diviziei a 2-a Munte.
- 1943 – 1944 - Comandantul Centrului 5 Instrucție.
- 23 august 1944 - 21 septembrie 1944 - Comandantul Diviziei 21 Infanterie Instructie.
- 1944 - Comandantul Brigăzii a 3-a Grăniceri.
- 1944 – 1945 - Comandant Adjunct al Corpului 4 Armată.
- 1946 – 1947 - În rezervă.

A fost trecut din cadrul disponibil în poziția de rezervă, din oficiu, pentru limită de vârstă la 5 iunie 1947.

## Decorații
Colonelul Coman Simion, comandant secund al Diviziei 2 munte a fost decorat cu Ordinul Mihai Viteazul cl. 
a III-a în grad de Cavaler DR 1647/ 15.06.1943.
- Ordinul 23 August clasa a IV-a (10 august 1964) „pentru merite deosebite în opera de construire a socialismului, cu prilejul celei de a XX-a aniversări a eliberării patriei”[2]